# 巴蘭克拉斯

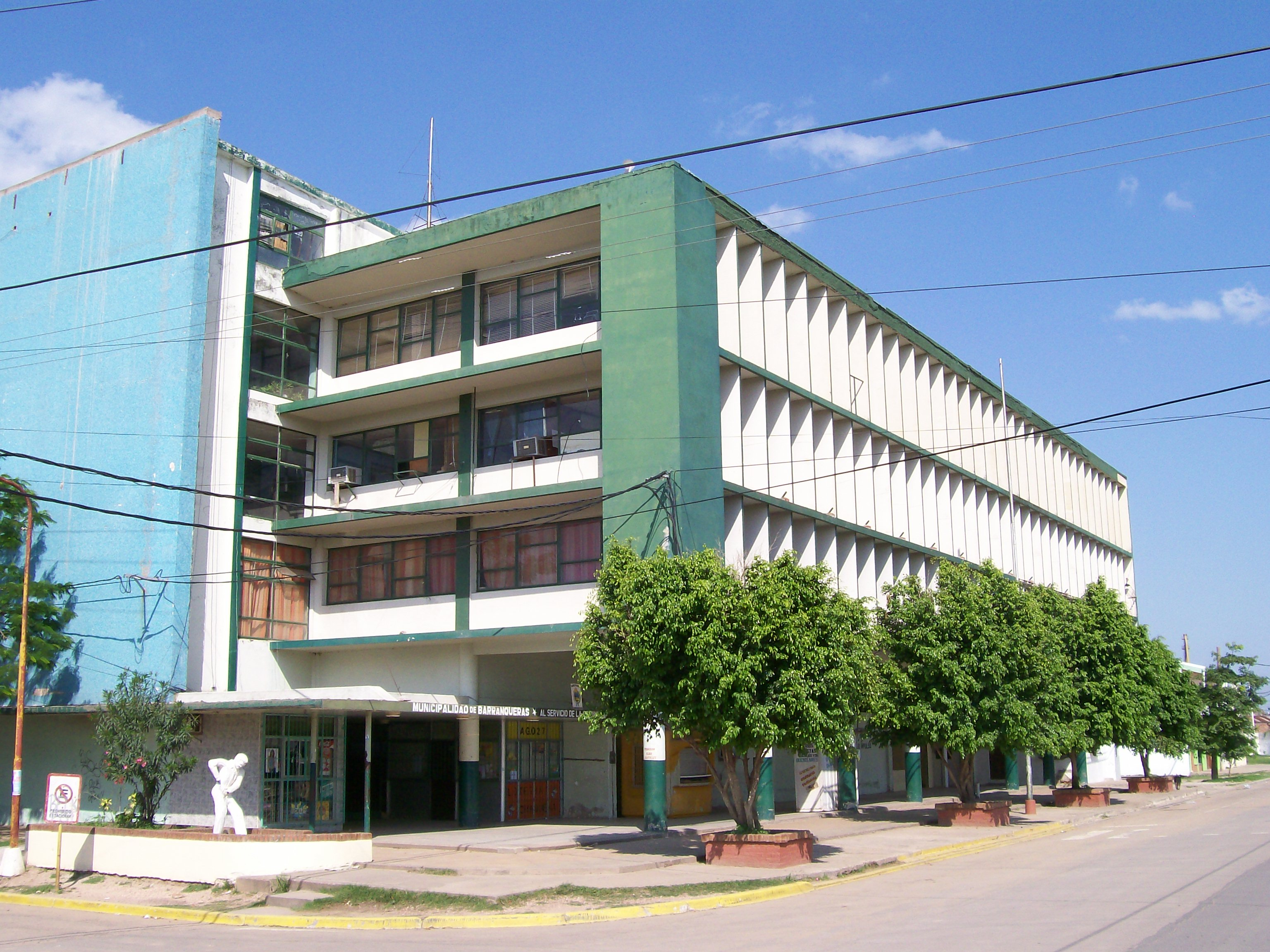
巴蘭克拉斯

巴蘭克拉斯（Barranqueras）是阿根廷的城市，位於該國東北部，距離首府雷西斯滕西亞7公里，由查科省負責管轄，始建於1891年，海拔高度42米，2001年人口50,738。

## 外部連結
- Puertos de Argentina
- Puerto Barranqueras